# Paisagem vinícola do Piemonte: Langhe-Roero e Monferrato
Paisagem vinícola do Piemonte: Langhe-Roero e Monferrato é um Patrimônio Mundial da UNESCO que compreende cinco regiões vinícolas distintas mais o Castelo de Grinzane Cavour, na região do Piemonte, Itália.
O local, que se estende pelas colinas de Langhe e Monferrato é uma das regiões produtoras de vinho mais importantes da Itália.
Localizado no centro do Piemonte (noroeste da Itália), o local foi inscrito como "paisagem cultural", devido ao resultado da combinação de trabalho da natureza e do homem e graças a seu valor importante na cultura do vinho, que moldou a paisagem na região com o passar dos séculos.

## Descrição

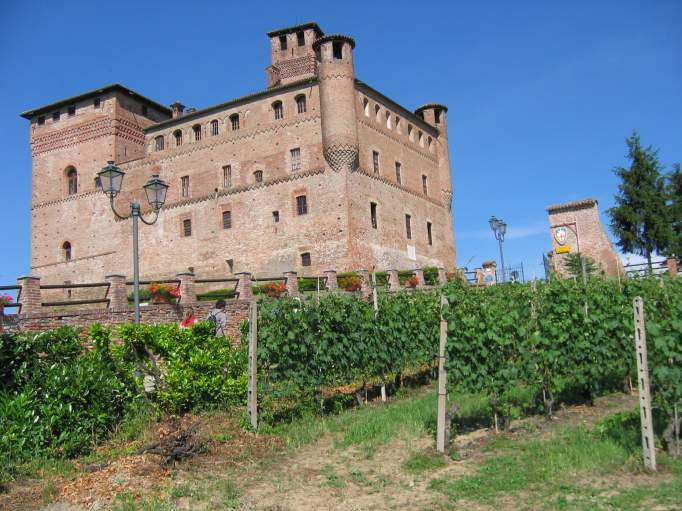
Castelo de Grinzane Cavour

O Patrimônio Mundial cadastrado na UNESCO inclui cinco regiões vinícolas distintas nos arredores do Castelo de Grinzane Cavour, um nome emblemático no desenvolvimento de vinícolas e na história italiana. Localiza-se na porção sul do Piemonte, entre o Rio Pó e os Alpes da Ligúria. O local possui muita experiência na vinicultura com processos técnicos e econômicos avançados, o que caracteriza a região há séculos. Foi encontrada na região vestígios do Século V de encontro das civilizações Etrusca e Celta: de fato as palavras etrusca e celta relacionadas a vinho, são muito semelhantes. Durante o Império Romano Plínio, o Velho mencionou a região como uma das mais favoráveis de toda a Itália, ao cultivo de videiras e Estrabão escreveu sobre seus barris.

## Locais
| Número de série | Nome                       | Área (ha) | Coordenadas                 |
| --------------- | -------------------------- | --------- | --------------------------- |
| 1390-001        | Langa de Barolo            | 3051      | 44° 36′ 31″ N, 7° 57′ 49″ L |
| 1390-002        | Castelo de Grinzane Cavour | 7         | 44° 39′ 07″ N, 7° 59′ 39″ L |
| 1390-003        | Colinas de Barbaresco      | 891       | 44° 43′ 14″ N, 8° 05′ 15″ L |
| 1390-004        | Nizza Monferrato e Barbera | 2307      | 44° 47′ 47″ N, 8° 18′ 18″ L |
| 1390-010        | Canelli e o Asti Spumante  | 1971      | 44° 44′ 17″ N, 8° 14′ 59″ L |
| 1390-011        | Monferrato de Infernòt     | 2561      | 45° 03′ 03″ N, 8° 23′ 23″ L |

## UNESCO
A Paisagem vinícola do Piemonte: Langhe-Roero e Monferrato foi incluída na lista de patrimônio Mundial da UNESCO por "ser uma região  emblemática no desenvolvimento de vinícolas a na história da Itália...engloba todo tipo de processo técnico e econômico no processamento de vinho e no cultivo das videiras, o que caracteriza a região por séculos."